# 化石戦争

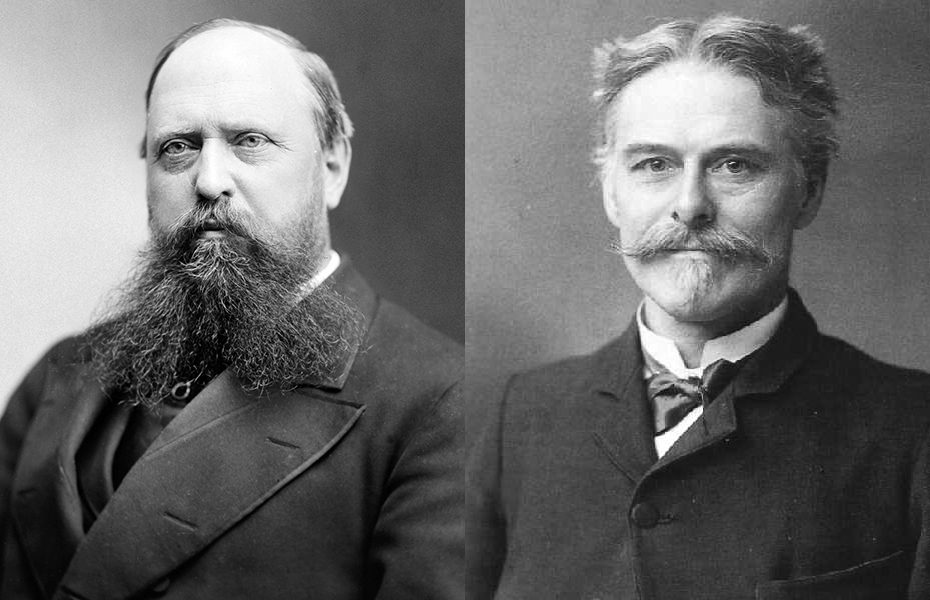
オスニエル・チャールズ・マーシュ（左）とエドワード・ドリンカー・コープ。恐竜化石を巡って熾烈な争奪戦を繰り広げた。

化石戦争（かせきせんそう、英: Bone Wars）とは、19世紀末にアメリカの2人の古生物学者、エドワード・ドリンカー・コープとオスニエル・チャールズ・マーシュとの間で繰り広げられた恐竜の化石の発掘競争を指した言葉である。「グレート・ダイナソー・ラッシュ 英: Great Dinosaur Rush」、「化石争奪戦」や「骨戦争」とも呼ばれる。
南北戦争終結後のいわゆる「金ぴか時代」のアメリカを舞台に、フィラデルフィア自然科学アカデミーの古生物学者コープとイェール大学ピーボディ自然史博物館館長のマーシュは、あるときは化石発見者に賄賂を贈って化石を入手し、またあるときには相手が見つけた化石を盗み、破壊し、さらには資金を調達できなくしようと相手の論文に難癖をつけて評価を下げさせようとするなど、勝つためにありとあらゆる手段をつかう熾烈な争奪戦を繰り広げた。2人は1877年から1892年にかけてコロラド州、ネブラスカ州、ワイオミング州など米国西部の豊かな化石層で化石ハンター たちを雇って化石を追い求め続けたが、最後には2人とも資金を使い果たし、破産した。
コープとマーシュは互いに相手を貶めようとして、結局は自らが経済的にも社会的にも破滅した。だが両者の古生物学における科学的貢献は極めて大きく、将来の研究のため相当な量の資料も残した。ふたりとも化石が入った未開封の箱を大量に残して死去したのである。
コープとマーシュにより142種を超える新種が当時記載されたが、今日まで有効なのはそのうち32種にとどまる。一方、有史以前の生物に関する知識が高まって一般市民も恐竜に興味をもつようになり、その後、数十年にわたって北米で化石探査が続けられることになった。またこの争奪戦をとりあげた歴史書やフィクションも刊行されている。

## 経緯

### 背景
コープとマーシュははじめ友人同士であった。1864年にベルリンで出会った2人は幾日か共に過ごし、発見した種に互いの名をつけあうこともあったが、やがて時が経つにつれて個性のぶつかり合いからその関係にひびがはいっていった。コープは短気で喧嘩っ早く、マーシュはのんびりして几帳面で内向的だった。議論好きで疑り深い点は2人に共通していた。その違いは科学の領域にもあらわれており、コープはネオ・ラマルキズム（新ラマルク説）の信奉者であったのに対し、マーシュはチャールズ・ダーウィンの提唱した自然淘汰による進化論を支持した。一番仲が良かった頃でも、互いにそれとなく見下す傾向があったといい、2人を知る人物は次のようにも語っている。「裕福な家に生まれたコープはマーシュを紳士としての資格に欠けると思っていたようだが、一方学者肌のマーシュはコープはプロの古生物学者ではないと思っていたかもしれない。」
実際、コープとマーシュは生まれも育ちもまったく異なっている。コープはフィラデルフィアの裕福な有力クェーカー教徒の家に生まれた。父親は息子を農場主にさせたかったが、コープ自身は学者志望であった。1864年、当時既にフィラデルフィア自然科学アカデミーの会員であったコープは、ハバフォード大学で動物学教授となり地質学者フェルディナンド・ヘイデンの西部遠征にも参加している。冒険を好む性格で、化石堀の最中にインディアンのクロウ族にであった際には入れ歯を口から出し入れして相手が唖然とした隙に難を逃れたこともある。対照的にマーシュはニューヨーク州ロックポートの貧しい農家に生まれた。3歳のとき母親をコレラで亡くし、以降父と義母とその連れ子たちと育ったが、父親とは不仲であった。生母の兄にあたる叔父ジョージ・ピーボディは著名な銀行家・篤志家であったが幼い頃にその支援を受けることはなかった。とはいえ、のちに叔父を説得してピーボディ自然史博物館を建設させてその館長に就任しており、ジョージ・ピーボディが1869年に死去するとその財産の一部を受け継ぎ経済的に豊かになった。なお叔父ジョージの厳格な結婚観の影響もあってか、マーシュは生涯独身であった。

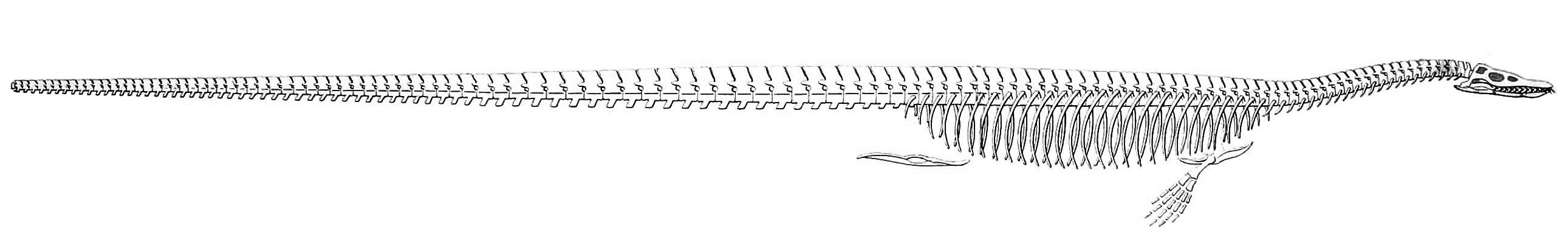
「頭と尻尾があべこべの」コープによるエラスモサウルス Elasmosaurus platyurus の復元図。

あるとき2人はニュージャージー州にあるコープの泥炭土坑へ化石採集に向かった。この場所は、以前ウィリアム・パーカー・フォークが北米大陸ではじめてほぼ完全に四肢の揃った恐竜の化石（のちに古生物学者ジョゼフ・ライディによってハドロサウルス・フォウルキーの完模式標本として記載される化石）を発見した場所であり、泥炭層にはまだ沢山の化石が残されていた。作業を終えた2人は、表面上は仲良く別れたが、マーシュはこっそり採石所の管理人に賄賂を渡し、次に化石が見つかったらコープではなく自分に回してほしいと頼んだという。その後の2人は論文や出版物上で互いを攻撃するようになり、関係は悪化した。マーシュは、コープによるエラスモサウルスの復元図において「本来尻尾があるべき場所に頭がある」との誤りを指摘し（あるいは20年後にそう指摘したと主張し）コープに恥をかかせた（実際に論文で誤りを指摘したのはジョゼフ・ライディであった）。コープもお返しとばかりにカンザス州やワイオミング州でマーシュが自分だけの化石採集場所だと思っていた場所で化石を収集し、2人の関係には更に亀裂が入った。

### 1872年–1877年: 初期探検
1870年代、コープとマーシュは大きな化石が発見されたと噂された米国西部に目を向けた。コープは、ワシントンでの影響力を使い、地質学者フェルディナンド・ヘイデン率いる合衆国地質調査団の一員としての地位を認められていた。調査団員は無給ではあったが、西部で化石を収集し論文を執筆するには絶好の機会であった。ヘイデンとしても、公式調査報告書に大衆向けの要素を加味する必要があり、文章を大げさに書く才能があったコープはこれにうってつけであった。1872年6月、コープは彼自身初めてワイオミングで始新世の化石層を調査することのできる探検調査に参加することができた。だがこの件でコープとヘイデンそしてライディの関係にひびが入った。コープが調査団に参加するまでの間、ヘイデンの調査隊で数多くの化石を発掘してきたのはライディであったが、新入りのコープはライディが発掘を行っているまさに同じ場所で発掘をしようとしたのだった。ヘイデンはことを穏便におさめようとライディに次のような手紙を書いた。
「私はコープに、あなた（ライディ）が行こうとする場所には行かないよう告げたのですが、『場所を限定するなんて馬鹿げてる』と笑い飛ばし、私の支援があろうとなかろうと自分の行きたい所へ行くと言いだしたのです。私は、我が隊の名誉となる人物に協力してもらうことを切に望みます。コープに給料を払っているわけでも遠征費用を肩代わりしているわけでもないのでコープがどこを発掘場所に選ぶか口出しする権限はありません。他人との競争というのものは楽しいものではありませんが、ほとんどはやむを得ないものです。お察しください。」
コープとライディが同じ場所で採掘しないようにとヘイデンが頭を悩ませている間、コープは家族を伴ってデンバーにまで赴いていた。地質学者フィールディング・ブラッドフォード・ミークからの内報を受けたコープは、ミークが化石を見つけたブラックビュート駅と鉄道路線周辺を調べようとしていたのである。はたしてコープは化石のある場所を見つけ、そこに、のちにアガタウマス・シルヴェストリスとコープが記載することになる恐竜の化石が、まだいくつか残されていることを発見した。ヘイデンとヘイデン調査団の全面的サポートが受けられると信じていたコープは、6月にフォート・ブリッジャーまで戻ってみたが期待していた人も荷馬車も馬も器材もそこには何もないことが分かった。コープは自費で御者2人と料理人とガイドを1人ずつ、そして発掘道具一式を何とか工面し、シカゴからコープと共に研究することを申し出た3人もこれに同行させた。後で分かったことだが、このときコープが雇った者のうち2人はマーシュが既に雇用契約を結んでいる者であった。自分の雇った男たちがライバル古生物学者コープからも金を受け取っていたことを知ったマーシュは激怒した。コープとの関係がバレた男たちは、マーシュとの雇用関係を継続しようとしたが（1人はコープを良い化石から遠ざけるためだったと釈明したが）、一方で男たちが他の仕事を探した原因は契約を結んできちんと支払いを行うといった手続きを怠ったマーシュの怠惰さにもあった。マーシュの雇い人が隊にいるとは知らないコープは、過去ヘイデンしか調査したことのない荒れ地を探検し、数十の新種の化石を発見したが、このときマーシュの雇い人がマーシュに送るつもりの化石をうっかりコープに送ってしまった。化石を受け取ったコープはそれをマーシュに送り返したが、2人の関係にはさらに深い亀裂が走った。
コープとマーシュのうわべだけの付き合いも1872年には終わり、1873年の春には互いに敵意を隠すこともなくなった。この頃、ライディ、コープ、そしてマーシュの3人は西部の化石層で古代の爬虫類や哺乳類にまつわる大発見を繰り広げていた。3人の古生物学者たちは自分たちの発見をまずは東部に向かって急いで電報を打ち、きちんとした論文は戻ってから発表するようにしていた。こうしてウインタテリウム、ロキソロフォドン Loxolophodon、エオバシレウス、ディノケラス Dinoceras やティノケラス Tinoceras といった新種が記載されていった。
問題は、こうした発見の多くが互いにあまり違いがないものということであった。事実コープとマーシュは、自分が記載した化石のいくつかはすでに他人によって発見済みのものだと知っていた。その結果、マーシュの記載した種名は多くが有効であったがコープのはひとつも有効でないということもあった。マーシュはさらに哺乳類の新しい目 cinocerea に新種を記載もした。恥をかかされたコープはライバルが行う変更に対して無力であった。だが代わりにコープは広範な分析研究を発表、その中で始新世の哺乳類について新たな分類法を提案した。これはマーシュの決めた属を放棄し自分自身の方を選ばせるものであった。マーシュは自分の立場を固守し、恐角目の種にコープがつけた名はすべて間違っていると主張し続けた。

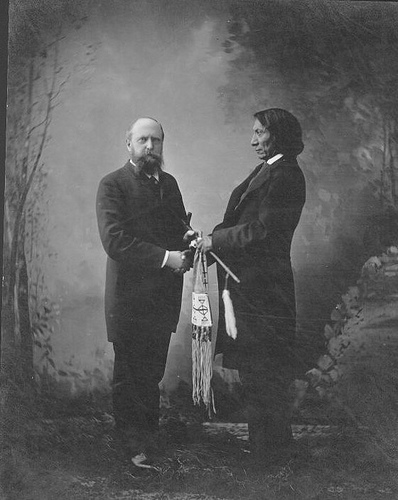
マーシュ（左）とラコタのレッド・クラウド。（1880年ごろ。コネチカット州ニューヘイブンにて）

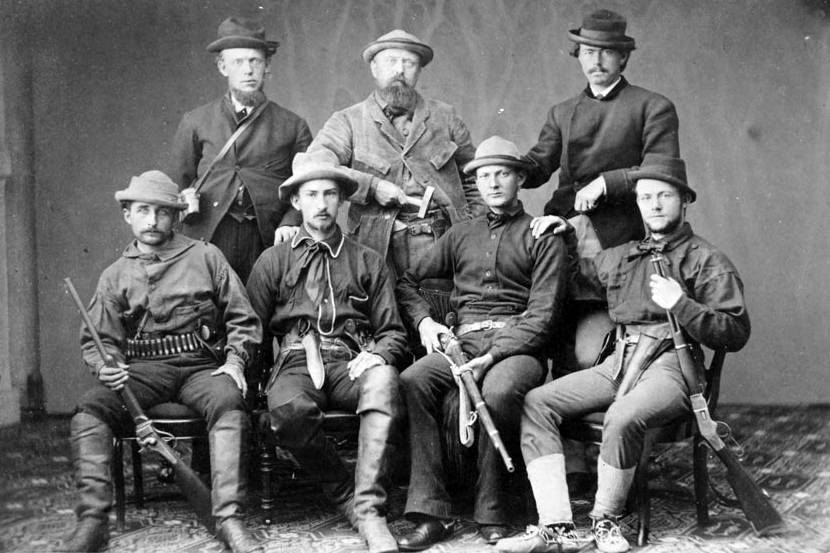
1872年遠征にて、武装したアシスタントに囲まれるマーシュ（後列中央）。マーシュ自身は現場に赴くことはほとんどなく、代理の者を発掘場に送ることが常であった。

古生物学者たちは、分類と命名についての争いを続けながら、さらなる化石を求めて西部に戻っていった。マーシュはイェール大学から支援を受けて1873年に最後の遠征を行っている。これは学生13人に加えインディアンのスー族に対して武力を誇示したい兵隊らを伴う大所帯であった。過去数年の遠征では金を湯水のように使い結果かなりの費用がかかっていたことを憂慮したマーシュは、学生たちに渡航費を自費で払わせることにし、イェール大学の負担金は1857.50ドルのみとなった。これはマーシュが前回遠征でかかった費用1万5000ドル（現在のドルに換算すると20万ドル以上）からするとかなり低い金額である。この遠征はマーシュにとって結果として最後の遠征となった。これ以降の「化石戦争」において、マーシュはその土地その土地に住む収集者に化石採掘の協力を求める方法を選んだ。マーシュは既に研究を数年続けるのに充分な量の化石をもっていたが、「もっと化石が欲しい」という学者としての欲は衰えることはなかった 。
この年コープは前年1872年よりも多くの化石を手に入れていたが、マーシュは自分だけの化石収集者を育てることに傾注し、このことはライバル・コープがブリッジャー砦では「好ましからざる人物（ペルソナ・ノン・グラータ）」であったことを意味していた。ヘイデンの下で働くのがいやになったコープは、陸軍工兵部隊で賃金が稼げる仕事を見つけたが、この仕事には制限があった。コープは部隊の調査についていかないといけないのに対し、マーシュはどこでも好きな場所で化石収集を行えたのである。
1870年代中頃、2人の視線はサウスダコタに注がれるようになった。サウスダコタ州とワイオミング州の州境にある山地ブラックヒルズで金が発見されネイティブ・アメリカンと合衆国軍との緊張が高まっていた。マーシュは、そうした場所で見つかった化石を欲し、やがて軍とインディアンの政治に巻き込まれていった。化石調査のためスー族のレッド・クラウドの支援を得ようとしたマーシュは、レッド・クラウドに対して収集した化石に金を払うことと、ワシントンに戻りインディアンへの不当な扱いについてレッド・クラウドらの代わりにロビー活動をすることを約束した。
結局マーシュは、マーシュ自身の言葉によれば（多少美化されているだろうが）荷車何台分もの化石を手に入れ、敵対的なミネコンジュー族の一隊が来る少し前にキャンプを後にした 。次はマーシュが約束を果たす番であった。マーシュはレッドクラウドの代わりにアメリカ内務省と政権政府に働きかけた。だがその真の動機は、不人気のグラント大統領政権に対抗する事で自身の名声を高めることにあった。以降1875年までの間、コープとマーシュは化石発掘に経済的負担を感じていた上に手つかずの収集物を整理する必要もあったため、化石収集を一時停止した。だが1870年代が終わりにさしかかろうとした頃、とある新発見により2人はまた西部に戻っていった。

### 1877年–1892年: コモ・ブラフでの発見
1877年、マーシュはコロラド州ゴールデンの教師、アーサー・レイクスから1通の手紙を受け取った。手紙には、レイクスがモリソン市近郊の山で友人のH・C・ベックウィズ (H.C.Beckwith) とハイキングしていたところ、岩に埋まった巨大な骨を発見したことが記されていた。レイクスはさらに「見た所何か巨大なトカゲ類の動物の脊椎と上腕の骨のようだった」とも知らせた。マーシュからの返事を待つ間、レイクスはその「巨大な」骨を掘り起しマーシュのいるニューヘイブンに送った。マーシュからの返事は遅かったので、レイクスはコープにも化石を送った。

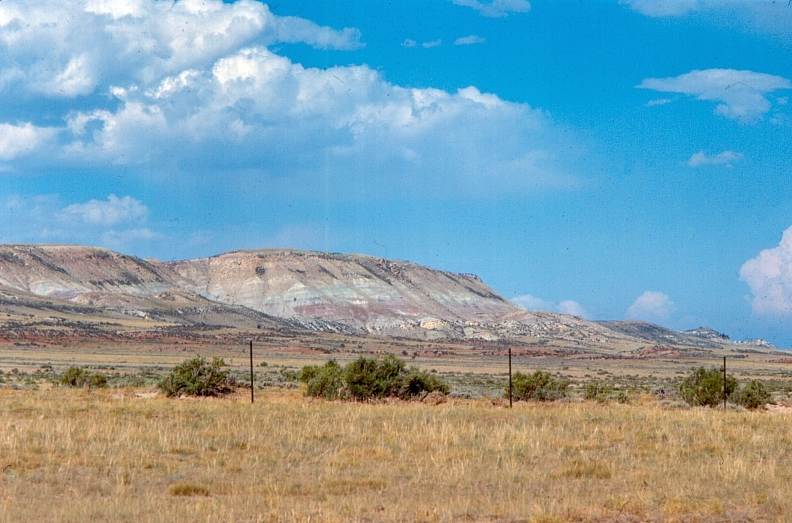
ワイオミング州南部コモ・ブラフのモリソン累層。

マーシュは手紙に「見つけたものは秘密にしておいてほしい」と書き、100ドルを添えて返信した。さらにレイクスが既にコープともやり取りをしていたことを知ると、レイクスの協力を確実なものとするため化石収集家ベンジャミン・マッジをモリソンに派遣した。結果、コープが発見した化石の解説論文を発表するよりも前の7月1日、マーシュがレイクスの発見の成果をアメリカン・ジャーナル・オブ・サイエンス誌に掲載した。レイクスは「骨はマーシュに送ることになった」との手紙をコープに書いたが、コープにとってはこの上ない屈辱であった。
西部から2通目の手紙が届いた。今度はコープ宛の手紙であった。コロラド州キャニオンシティ近郊で植物を採取していた植物学者O・W・ルーカス (O.W. Lucas) が一揃いの化石を発見したという。ルーカスからサンプルを受け取ったコープはこれを大型の草食恐竜と結論づけ「これまで発見されたどの種よりも、レイクスが発見したものよりも大きい草食恐竜だ」と上機嫌にメモを残している。
ルーカスの発見について耳にしたマーシュは、マッジに加えマーシュの元教え子サミュエル・ウィリストンをキャニオンシティに派遣し自分の代わりに発掘場所の準備をしておくよう指示した。だがウィリストンの現場からの報告では、ルーカスが既に一番良い化石を見つけており、コープと手を切ってマーシュと組むことも断ったとのことであった。マーシュはウィリストンにモリソンに戻るよう指示したが、今度はモリソンでマーシュの小さな発掘坑が崩れ助手らが危うく命を落としかける事故が発生した。不運とトラブルで西部における化石供給源を失いかけていたマーシュのもとに、3通目の手紙が届いた。
レイクスが化石を発見した頃、ワイオミング州の人里離れた地域では大陸横断鉄道が建設されていた。この建設に携わっていたユニオン・パシフィック鉄道社の作業員、ハーロウとエドワーズと名乗る2人の男（彼らの本当の名はカーリンとリード）からマーシュの下に1通の手紙が届いた。2人はコモ・ブラフで多数の化石を発見し、このあたりには「こういうものを探しているやつら」が他にもいると警告してきた。マーシュはそれがコープだと思った。
モリソン坑崩落に遭いぐったり疲れてカンザスに戻ってきたばかりのウィリストンに、マーシュはすぐさまコモ・ブラフに行くよう指示した。マーシュの元教え子ウィリストンはコモ・ブラフに行き、化石が大量にあること、化石を探し回っているのはコープの手下であることを確認しマーシュに伝えた。
レイクスのときに犯した過ちを繰り返さないよう用心したマーシュは、すぐさまこの2人の新たな化石ハンターに金を送り、もっと化石を送るよう求めた。ウィリストンはカーリンとリード（この2人は偽名を使っていたためマーシュの小切手を現金化できなかった）と仮契約を結ぼうとしたが、カーリンはニューヘイブンに向かいマーシュと直接交渉すると決めた。カーリンと会ったマーシュは、月々決まった額の報酬を支払い、重要な化石を見つけた際にはボーナスを払うとする契約を提案した。なお必要の際は直属の「現場監督」を派遣して発掘作業を管理させる権利をマーシュが保持し、2人にはコープの部下を現場に近づかせないようにと伝えた。
カーリンはマーシュと直接会って交渉したが、結局良い条件は引き出せなかった。マーシュは自分で決めた通りの条件で2人を使えるようになったが、カーリンとリードはマーシュによって条件を無理やり飲ませられたと感じていたため、2人の心には確執と恨みの気持ちが生まれていた。
コモ・ブラフへの投資はすぐに大きな見返りがあった。マーシュ直属の作業員たちは冬期東部へ戻るのだが、リードは1877年中ずっと発掘を続け貨車何両分もの化石を列車でマーシュに送った。アメリカン・ジャーナル・オブ・サイエンス誌1877年12月号には、マーシュによって命名、記載されたステゴサウルス、アロサウルス、アパトサウルスなどの恐竜についての論文が掲載された。
マーシュはコモ・ブラフの豊かな化石層にライバルたちが近付かないよう対策を講じていたが、化石発見の噂は瞬く間にひろがった。噂の広まりにはカーリンとリードも一部加担している。2人は1878年4月のララミー・デイリー・センチネル (Laramie Daily Sentinel) 誌に情報をリークしたが、このときマーシュが化石収集に費やした額が、おそらくは化石の値段と需要を釣り上げるため、誇張されて掲載された。
情報漏れを止めようとしていたマーシュは、ウィリストンから、カーリンとリードの下に表向きはコープの所で働いているヘーンズ (Haines)という男が出入りしているとの報告を得た。コモ・ブラフでの化石発見を知ったコープは、マーシュの鼻先でこっそりと化石を盗む「化石泥棒」をそのエリアに送り込んでいたのである。1878年の冬、支払いを散発的にしかしないマーシュに対するカーリンの不満が頂点に達し、カーリンは寝返ってコープのために働きはじめた。
コープとマーシュは、毎年夏の間はもてる資産を化石発掘調査の遠征費のために費やし、冬は発見物を論文で発表するために過ごした。貨物列車やラバが引く荷車に乗った化石ハンターたちの小部隊は、ついには化石を文字通りトン単位で東部に送るようになっていった 。こうした発掘は1877年から1892年までの15年間続いた。コープとマーシュの作業員たちは両者とも互いに悪天候や相手側からの破壊・妨害工作に苦しめられていた。あるときマーシュの作業員リードはカーリンによってコモ駅から締め出され、化石を貨車から降ろさざるを得なくなり、身を切るような寒さの中、駅のプラットフォームでサンプルをラバ荷車用に梱包し直すはめになったこともある。コープがカーリンにコモ・ブラフにコープ専用の採石場をつくるするよう指示した際、一方のマーシュはリードを送って旧友カーリンをスパイさせた。また、リードの管理する第4発掘場で化石が尽きたとき、マーシュはリードに他の採石場からもってきた化石のかけらをどけるよう指示した。その後、リードは第4発掘場に残っていた化石を破壊したが、これは残った化石をコープに渡さないためであった。何者かがリードの発掘場に進入しているのを憂慮したマーシュは、レイクスをコモに送り発掘を手伝わせた、そして1879年6月にはマーシュ自身もコモ・ブラフを訪れた。コープも同じように採掘場を8月に訪れた。マーシュの作業員たちは新たな採掘場を開拓してさらに多くの化石を発見していたけれども、レイクスとリードの関係はぎくしゃくしており、8月には各々が仕事を辞めたいと言い出した。
マーシュは2人を採石場の反対の端に送りなだめようとした だがある化石採掘場が猛吹雪で閉鎖せざるを得なくなったとき、レイクスは辞表を提出し、1880年に教職に戻った。レイクスが去ったあともマーシュの男たちの間の緊張が和らぐことはなかった。レイクスの代わりに来たケネディという元鉄道員は、自分はリードに報告する必要はないと考え、この2人の反目が原因で他の作業員が辞めていった。マーシュはケネディとリードを離そうとし、現場の平穏を守るためウィリストンの兄弟フランクをコモに送った。だがフランク・ウィリストンは結局マーシュとの雇用関係を終了させ、（コープの下で働いていた）カーリンと共に独立した。一方のコープも、コモにおける採掘は陰りをみせはじめ、独立したカーリンの代わりに来た作業員もすぐに皆辞めてしまった。

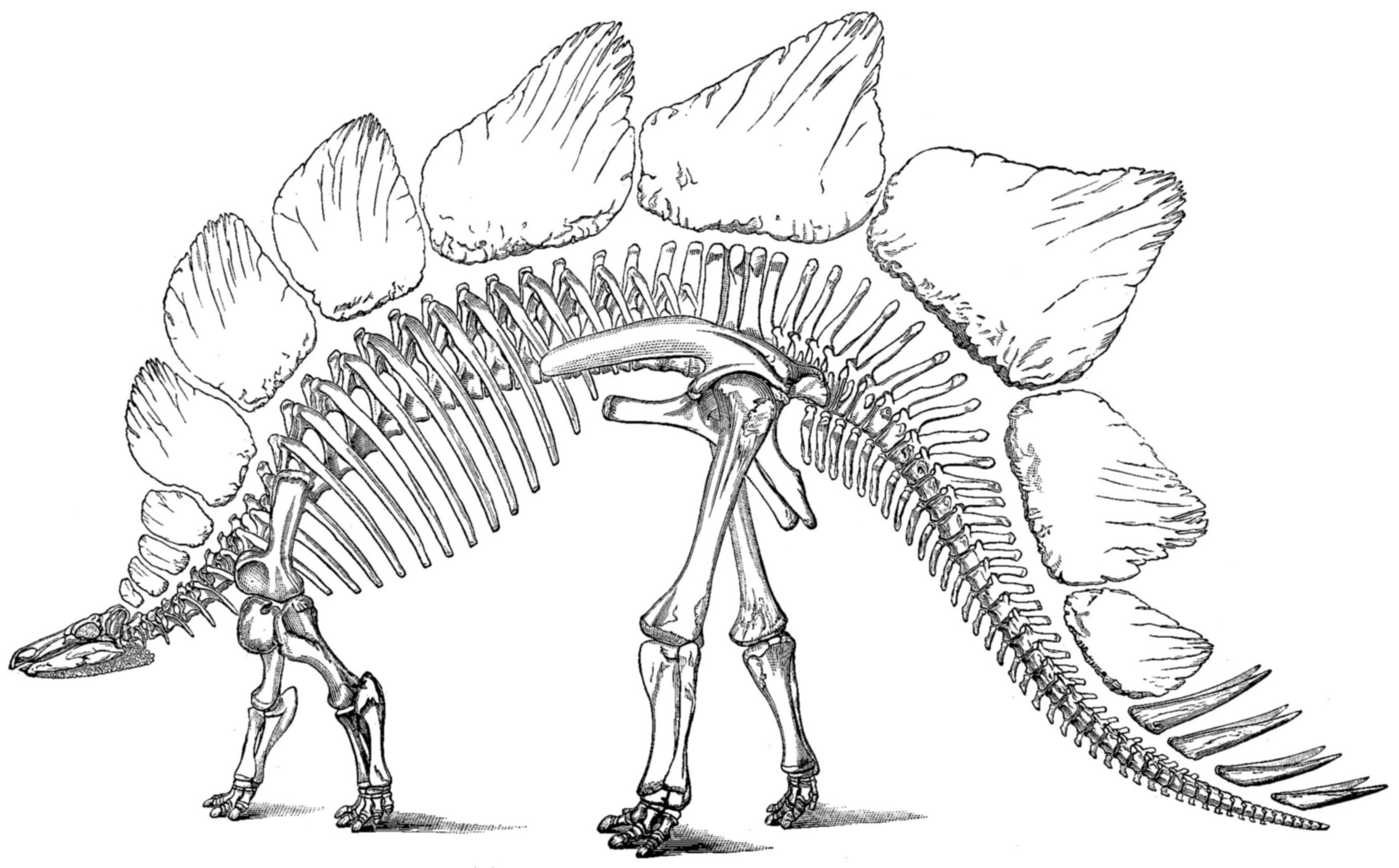
1896年、マーシュによるステゴサウルスの復元図。ステゴサウルスは1877年にマーシュが初めて命名、記載した。

1880年代も時が経つにつれて、コープとマーシュの作業員たちは、ライバル陣営だけでなく化石に興味を示す第三者との厄介な競争に直面していった。ハーバード大学の教授アレキザンダー・アガシーは化石を求めて自身の代理人を西部に派遣し、カーリンとフランク・ウィリストンは化石を入札にかけて高値で売る会社を設立したのである。かたやリードは化石掘りをやめて1884年に羊の放牧をはじめ、リードが去ったあとのコモ・ブラフにあるマーシュの採掘場では化石採掘はほとんど行われなくなった。だがこうしたマイナス要因がありながらも、マーシュが手掛ける発掘現場はこの時点ではコープよりも多かった。コープは、1880年代はじめには家1軒には収まりきらないほどの化石を保有していたが、このとき「化石戦争」で遅れをとっていた。
コープとマーシュの古生物学上の発見の裏には、スパイ行為、作業員や化石の奪い合い、賄賂など扇情的な一面がある。2人は採掘場所を守ろうとするあまり、ちょっと壊れた化石ですらライバルの手に渡らないよう破壊したり発掘場を土砂で埋めるといったこともした。1879年にコモの採石場で現場調査を行った際、マーシュは発見した化石を調べた上で、そのうちいくつかには破壊のための印をつけている。ライバルチームが互いに石を投げ合ってけんかすることもあったという。

### 個人攻撃とそれぞれの晩年
コープとマーシュは、米国西部で化石争奪戦を繰り広げつつ、なお互いの信用を貶めることにも全力を注いでいた。
首長竜エラスモサウルス復元における誤りで恥をかかされたコープは、それを隠そうとこの誤りが記載された学術刊行物を手当たり次第に購入した 。最初の段階で過ちを指摘したマーシュは、その後も必ずコープの誤りを指摘し続けた。
コープは短期間に膨大な量の学術論文を発表したが、マーシュにとってはコープをこきおろすようなミスをみつけるのは造作もないことであった 。
なおマーシュの論文にも、アパトサウルスの骨格に別種の頭骨をおいて新種"ブロントサウルス"を記載したことがあるなど、誤りがなかったわけではない。
1880年代の末ともなると、コープとマーシュの争いに対する一般の関心は薄れていった。人々は「ワイルド・ウェスト」よりも国際的な話題に惹かれていったのである。
このときマーシュは、アメリカ地質調査所長ジョン・ウェズリー・パウエルと自身がワシントンに築いた大金持ちや権力者との人脈のおかげで政府の統合研究責任者に任命され、ゴシップネタにならずに済むようになっていた。コープの方はそれほど恵まれてはおらず、博物学誌『アメリカン.ナチュラリスト』の購読に金をつぎ込み続けており、各大学や研究所にいるマーシュの友人たちそして自分自身の性格の問題もあって新たな職も見つけられずにいた。やがて西部で金銀鉱脈探しに投資するようになり、自らもマラリア蚊や厳しい気象条件に耐えて化石を探し続けた。だが鉱脈探しは失敗し政府からの補助金も絶え、コープの財政状況は悪化の一途をたどり、ついに資産は化石コレクションだけというありさまとなった。一方のマーシュも、発見物を協力者と分け合うことを拒んだり金払いがだらしなかったため、ウィリストンらかつての忠実な部下からも敬遠されるようになっていた。
コープがマーシュの弱みにつけ込む機会が1884年に訪れた。米連邦議会が地質学調査の進捗状況を調査しはじめたのである。コープはプリンストン大学比較解剖学教授をしていたヘンリー・フェアフィールド・オズボーンと友人になる。オズボーンは多くの点でマーシュとよく似た人物、つまり行動は遅いが論理的な思考の持ち主であったが、のちにマーシュにダメージを与える存在となる。コープはパウエルとその調査に対して不満をもち、それらを声高に非難する人物をさがした。当面の間、パウエルとマーシュは首尾よくコープの非難に反論しており、コープの指摘は主だったメディアではとりあげられなかった。やがてオズボーンが反マーシュ運動に嫌気がさしてきているとみたコープは、「ニューヨークから来た新聞記者」のウィリアム・ホセア・バロウを新たな協力者とした。マーシュを米国科学アカデミー会長の座から引きずり下ろす工作をしていたコープであったが、幸運にもペンシルベニア大学で教職の地位を得ることに成功し、財政面で大いに助けとなった。この直後コープがマーシュのキャリアに致命的な一撃をくらわす機会が訪れた。
コープは、長年の間マーシュとパウエルが犯したミスや悪行をつづった詳細な記録をつけ続け、それを書き溜めて机の引き出しの下段にしまっていた。これを元にバロウは第一弾記事を企画した。それはのちに新聞連載の形となり、マーシュ、パウエル、そしてコープの間の紙上議論へと発展していった。科学界はマーシュとコープのライバル関係について前々から知っていたが、ニューヨーク・ヘラルド紙に『Scientists Wage Bitter Warfare.（科学者たちの醜い争い）』と題する記事が掲載されたことにより、2人の恥さらしな行いは衆目に晒されることとなってしまった。作家エリザベス・ノーブル・ショル (Elizabeth Noble Shor) によると科学界は大きなショックを受けたという。

当時のほとんどの科学者は、マーシュとのコープの争いが一面のニュースになっていたことを知り、尻ごみしました。 議論の対象となった科学分野に最も近い、地質学者や古脊椎動物学者たちは確かに表情を曇らせたのです。特にコープやマーシュの論文を引用したり、言及したり、スペルミスしたりしていたような人たちはそうです。コープとマーシュの確執はこの分野で20年以上前からありつづけた問題でしたので、学者たちにとってはニュースでもなんでもありませんでした。学者たちの大部分はすでにどちらか一方の側についていたのです。
新聞記事でコープはマーシュを論文盗用や財政面失敗の点で非難し、パウエルに対しては地質学的分類の誤りや政府の補助金を浪費しているなどと攻撃した。マーシュとパウエルは互いに自分の側の話を発表しコープに反論した。結局バロウの記事は取材も記述内容も不充分であったことから衆目を集めるには至らず、今度はコープ自身もフィラデルフィア・インクワイアラー紙の記事でペンシルベニア大学評議員から「マーシュとパウエルにかけた嫌疑の証拠を提出しないと辞任せよ」と要求されるという目にあっていた。なおマーシュは一人ヘラルド紙上で激しい反論をつづけたが、1月も末になると新聞紙上を賑わすこともなくなり2人の熾烈なライバル関係にはほとんど変化はなかった。
結局パウエルによる予算の不適切な執行を調査する議会公聴会は開催されず、コープもマーシュも犯した誤りについて責任をとらされることはなかったが、マーシュに対するバロウの非難は歳出委員会による調査へと発展した。西部の干ばつによる反調査感情や放棄された西部農場の買収に対する懸念に直面したパウエルは自身が下院歳出委員会の大掛かりな精査の対象となっていることを知ることとなった。歳出委員会は、マーシュの調査資金浪費に気付き、調査団に予算の内訳明細を提出するよう要求した。結果、予算は1892年にカットされ、パウエルはマーシュに辞任を求める簡素な電報を打った。同時期にマーシュの仲間たちもその多くが引退したり亡くなったりなどしたため、マーシュの科学的信頼度を裏付けるものが失われていった。こうしてマーシュがその浪費生活のつけを払わされそうになっていた頃、コープはテキサス地質調査会から資金援助を受けることに成功していた。未だヘラルド紙の問題で受けた個人攻撃のダメージが残っていたコープであったが、こうした運勢の変化がありながらも個人攻撃をやめることはなかった。1890年代初期、コープはライディが就いていた動物学教授の地位に昇格し、マーシュが科学アカデミー会長から退任した同じ年に全米科学振興協会 (National Association for the Advancement of Science) 会長に選出されるなど運気も上向きであった。しかし、1890年代後半にはマーシュが復権し古生物学における最高の賞であるキュヴィエ・メダル (Cuvier Medal) を獲得するなどコープは再度苦い思いを噛みしめることとなった。
コープとマーシュのライバル関係は1897年にコープが死去するまで続いたが、このときには両者とも経済的に破たんしていた。コープは晩年、消耗性の疾患にかかり、生活の糧を得るため所蔵していた化石の一部を売り払ったり所有していた家々のうち一軒を賃貸に出したりした。一方のマーシュも、自宅を抵当に入れなければならなくなり、イェール大に生活費を無心せざるをえなくなっていた。だがそうした状況のなかでも2人は強いライバル心を抱き続けていた。コープは死ぬ間際、マーシュに最後の挑戦をした。自分の脳の大きさを測ってもらうため、死後自分の頭蓋骨を解剖のために献体したのである。当時は脳の大きさが知性を測る真のバロメーターと考えられており、コープは自分の脳がマーシュよりも大きいことを願ってこうした行動をとったのであった。結局マーシュはこの挑戦を受けることはなく、伝えられるところによれば、コープの頭蓋骨は今もペンシルベニア大学に保管されているという。（なお同大学に現在保管されている頭骨が本当にコープのものかについては論争がある。大学側は本物の頭骨は1970年代に紛失したとしているが、古生物学者ロバート・T・バッカーは頭骨上の細い亀裂と検視官報告とにより頭骨はコープ本人のものだとしている。）

## 結果

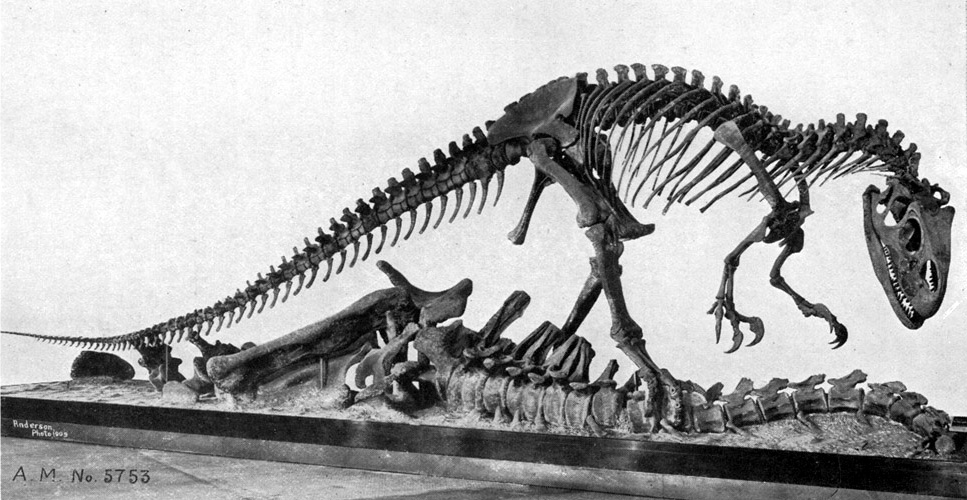
コープの雇った化石ハンターが1879年にコモ・ブラフで発見した、ほぼ完全なアロサウルスの全身骨格（AMNH#5753）。この化石が開封されたのはコープの死後であった。

数だけで言えば、化石戦争に"勝利"したのはマーシュであった。コープとマーシュ、2人の発見は科学的に大いに価値のあるものであったが、コープが計56種の新種恐竜を発見したのに対し、マーシュは計80種を発見、記載した。これは、化石戦争の終盤戦では、マーシュは単純に比較してコープよりも多くの人と金を自由に使うことができ、またコープの関心は古生物広範に及んだが、マーシュは爬虫類と哺乳類の化石のみを追い求めたためでもある。
トリケラトプス、アロサウルス、ディプロドクス、ステゴサウルス、カマラサウルス、コエロフィシスといった有名な恐竜の化石もコープとマーシュが発見した恐竜化石の中に含まれている。コープとマーシュの発見の蓄積は、当時まだ初期段階にあった古生物学を定義づけるものであった。コープとマーシュ以前に、北米大陸で記名された恐竜はたったの9種にすぎない。鳥類は恐竜の子孫であるとするマーシュの説など、2人が唱えた学説には今日でも支持され続けているものもないわけではないが、上記以外の部分はほとんど科学的価値がないとされている。一方、化石戦争の結果はじめて全身骨格が発見された恐竜もあり、一般大衆にも恐竜人気が高まった。古生物学者ロバート・T・バッカー曰く「（コモ・ブラフで）発見された恐竜たちは、博物館を満たしただけでなく教科書や雑誌記事を埋め尽くし、人々の心も満たしていった。」
化石戦争は、古生物学の進展に貢献した面はあるものの、コープとマーシュだけに留まらない、古生物学者と古生物学の分野全体に及ぶ負の影響もあった。
コープとマーシュの敵対関係が周知の事実となったことにより、欧州におけるアメリカ古生物学の評価はその後に何十年も貶められ続けた。さらに、報道された発掘場におけるダイナマイトの使用と両陣営の作業員による妨害工作によって貴重であったであろう無数の化石が破壊され埋没してしまった。ジョゼフ・ライディはコープとマーシュの見境のない化石争奪戦についていけないとして、西部での組織だった発掘を断念している。ライディは2人のいつ果てしない小競り合いにうんざりし引退したのだが、その結果ライディの業績は主流から取り残されることとなった。ライディの死後　オズボーンの調査によれば、コープとマーシュの論文にはライディの業績に触れられることは一言もなかったという。また2人は、相手を出し抜くのに性急なあまり　自分の発見した化石をでたらめに復元した。そのでたらめな復元に基づいて記載された新種は、2人の死後何十年も誤解と混乱を招き続けた。
2007年から2008年にかけて、コープとマーシュの発掘現場の掘削調査が行われた。その結果、発掘場所の損害はそれまで報告されていたよりも少ないことが明らかとなった。モリソン自然史博物館の研究員たちは、レイクスの残した現場のスケッチを利用して、実際にはコロラド州のほとんどの発掘場ではダイナマイトは使用されていないことを突き止めた。レイクスは、現場をただ埋めただったのである。モリソン自然史博物館館長マシュー・モスブルッカーは、レイクスはわざとうそを広めたのではないかと推論する。「（レイクスは）発掘場所を巡って競争したくなかったのでしょう。コープの雇ったごろつきに心理戦をしかけていたのです。」

### 題材とした作品
化石戦争は歴史や古生物学関連の書籍で取り上げられている他にも、作家ジム・オッタヴィアニのグラフィックノベル『ボーンシャープス・カウボーイズ・アンド・サンダーリザード  (Bone Sharps, Cowboys, and Thunder Lizards) 』の題材ともなっている。この『ボーンシャープス ～』 は歴史フィクションもので、作品の中でチャールズ・ナイトがコープに会うなど実際の出来事が再構成されて描かれている。
2016年、ハーパーコリンズ社は故マイケル・クライトンの未発表小説「ドラゴン・ティース（Dragon Teeth）」を刊行予定であると発表した。同作はマイケル・クライトンの死後にクライトン未人が発見したもので、架空のキャラクターが見習いとしてコープとマーシュに仕え、やがて歴史的発見をするまでを描いたものである。